# بردگوری سرخون قیصری ۲
بردگوری سرخون قیصری ۲ مربوط به دوره اشکانیان - دوره ساسانیان است و در شهرستان اردل، بخش میانکوه، دهستان میانکوه، شمال غرب روستای سرخون قیصری واقع شده و این اثر در تاریخ ۱۲ شهریور ۱۳۸۶ با شمارهٔ ثبت ۱۹۴۹۵ به‌عنوان یکی از آثار ملی ایران به ثبت رسیده است.